# Pfarrkirche Tessenberg

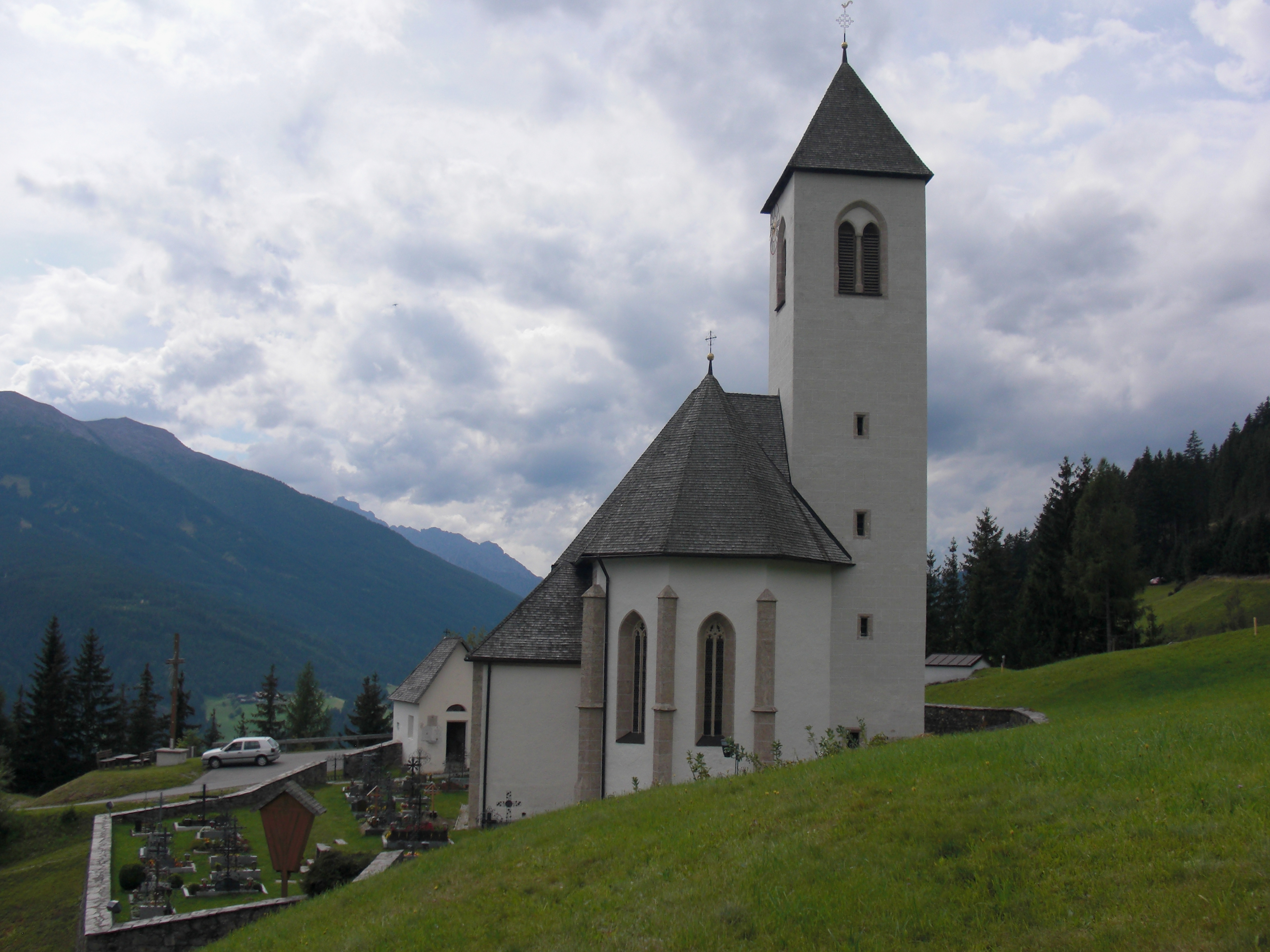
Katholisch Pfarrkirche in Tessenberg

Die römisch-katholische Pfarrkirche Tessenberg steht in exponierte Lage oberhalb des Dorfes Tessenberg in der Gemeinde Heinfels im Bezirk Lienz im Bundesland Tirol. Die dem Patrozinium der Heiligen Johannes der Täufer und Johannes Evangelist unterstellte Pfarrkirche gehört zum Dekanat Sillian in der Diözese Innsbruck. Die Kirche steht unter Denkmalschutz (Listeneintrag).

## Geschichte
Die Kirche wurde 1365 im Zusammenhang mit einem Brand urkundlich erwähnt. Sie wurde anschließend wieder aufgebaut und 1465/1470 umgestaltet, im Jahr 1471 erfolgte die Kirchweihe. 1786 wurde das Gotteshaus eine Lokalkaplanei und 1891 zur Pfarrkirche erhoben. Der Anbau einer Sakristei erfolgte um 1900.

## Architektur
Der einheitliche spätgotische Kirchenbau mit einem Nordturm ist von einem Friedhof mit einer Umfassungsmauer umgeben.

### Kirchenäußeres
An das Langhaus mit einfach getreppten Strebepfeilern schließt ein eingezogener Polygonalchor mit einfach getreppten dreikantigen Strebepfeilern an. Die Kirche unter einem steilen Satteldach hat ein Dachgesims mit einer Hohlkehle und gestufte Sockel an den Strebepfeilern und am Turm. Der Turm, nordseitig am Chor, hat gekoppelte mit einem Spitzbogen zusammengefasste Schallfenster und trägt ein Pyramidendach. Das dreifach gekehlte Spitzbogenportal wird von einem Rundstab viereckig gerahmt. Die Sakristei ist südlich mittig am Übergang Langhaus zum Chor angebaut. Das Fresko hl. Christophorus aus dem 15. Jahrhundert wurde von der Sakristei verdeckt und nach einem Fensterausbruch beschädigt.

### Innenarchitektur
Das einschiffige zweijochige Langhaus unter einem Sternrippengewölbe mit quadratischen und runden Schlusssteinen hat Wandvorlagen mit Runddiensten und Kapitellen. Die Empore aus Holz steht auf Säulen. Der spitzbogige Triumphbogen ist beidseits abgeschrägt. Der eingezogene einjochige Chor mit einem Fünfachtelschluss hat ein Sternrippengewölbe mit zwei Schlusssteinen mit Vertiefungen, auf Wanddiensten mit Fünfachtelquerschnitt bzw. Konsolen ruhend. Die Sakramentsnische hat noch das originale Gitter. Die Tür zum Turm ist spitzbogig. Die Maßwerkfenster sind ebenfalls spitzbogig und zweiteilig.
Die Schlusssteine sind mit Darstellungen vom Haupt Christi, Johannes dem Täufer, Johannes dem Evangelisten geschmückt. Die  Rankenmalerei um die Schlusssteine und ein Wappen der Grafen von Görz am Triumphbogen entstanden um 1470. Die Weiheinschrift mit 1471 steht an der linken Triumphbogenwand. Rupert (Ruprecht) Potsch fertigte um 1500 die Wandmalereien im Chor links mit sieben Szenen aus dem Leben des Johannes des Täufers und in der Nordostschrägen mit vier Szenen zu Johannes Evangelist und in den Stichkappen sechs Propheten. Weiters malte er im Langhaus ein Wandfresko als Altarbild des rechten Seitenaltars die Hll. Korbinian und Candidus (1499) und darüber das Fresko Kreuzigung mit Maria und Johannes (1499) und an der Mensa das Schweißtuch der Veronika. Die Apostelkreuze, ebenfalls gemalt, stammen aus dem Jahr um 1470.

## Einrichtung
Den gotischen Hochaltar als Flügelaltar mit neugotischem Schrein mit einem Kreuz im Gespreng baute Josef Waßler 1884 um. Er trägt die spätgotischen Statuen Anna selbdritt, Johannes der Täufer, Johannes Evangelist, die um 1510/1520 gefertigt worden waren und vom Vorgängeraltar herrühren. Die Flügel des Altars schuf Andreas Weißenbach 1964. Am Volksaltar ist eine geschnitzte Schüssel mit der Darstellung des Johannes zu erkennen, sie wird um 1510 datiert. Der linke Seitenaltar trägt eine Figur Maria mit Kind aus der zweiten Hälfte des 17. Jahrhunderts. Im Langhaus stehen Statuen der Hll. Josef und Johannes Evangelist um 1680.
Die Orgel entstand 1871 in der Werkstatt von Mayer. Die Sterbeglocke, 1774 von Johann Graßmayr gegossen, ist erhalten.